# 真空チャンバー

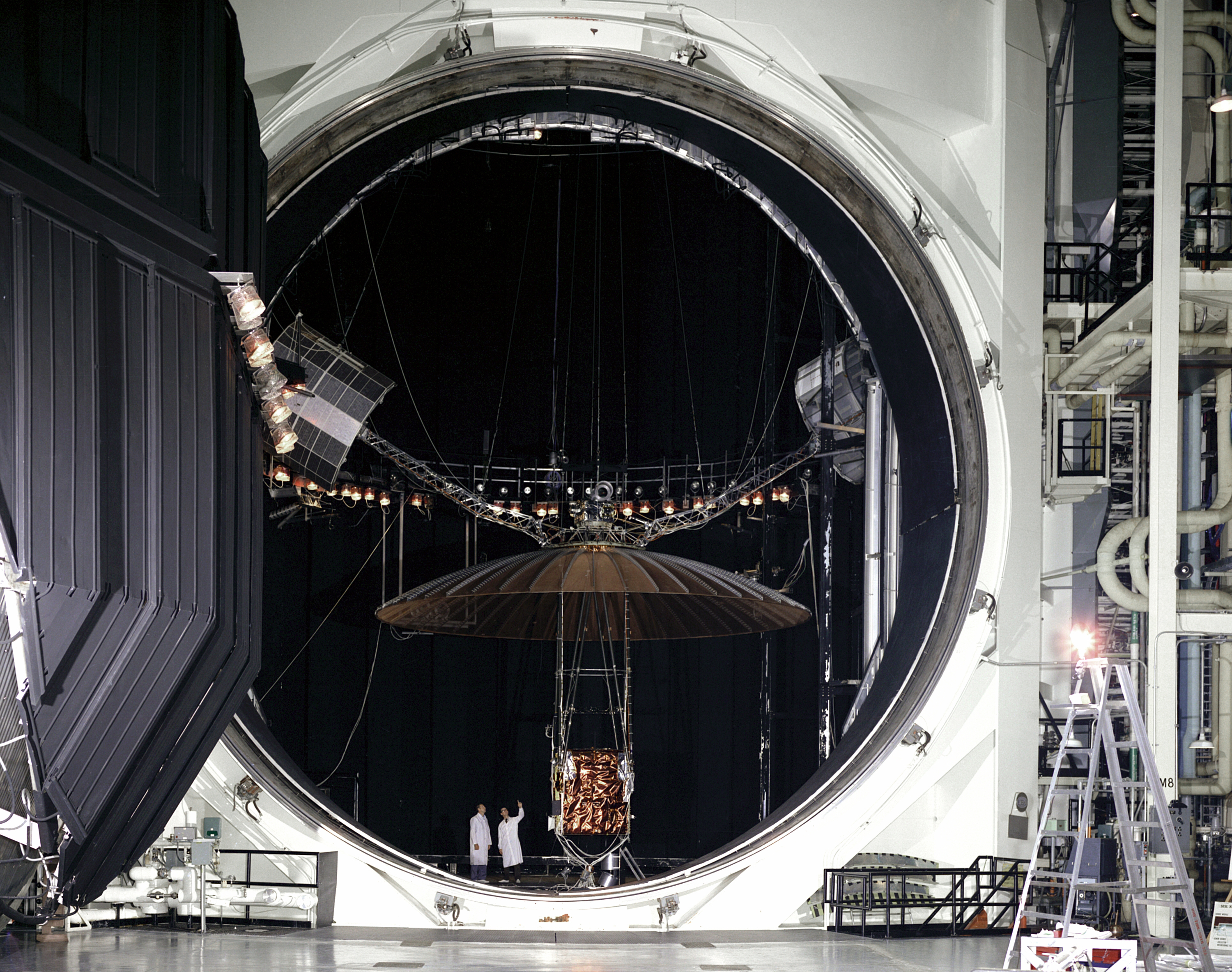
NASAが人工衛星のテストに用いる大型真空チャンバー。

真空チャンバー（しんくうチャンバー）は、内部を真空にするための容器である。真空チャンバーは真空装置の中心部品であり、真空装置の仕様によりその形状や材質が決められる。
使用される材質は主に真空用材料から選定される。

## 真空チャンバーの主要仕様
真空チャンバーは真空装置の仕様である真空システムにより決定され以下の要素を持つ。
- 容積
- 材質
- 形状

などである。

## 真空チャンバーの排気
真空チャンバーは単体では特に機能を持たないため、チャンバーに真空ポンプを取り付けることで真空環境を作り出すことができる。また、目的とする真空装置の仕様により真空ポンプは選定しなければならない。